# Stazione di Yudakinshūko
La stazione di Yudakinshūko (ゆだ錦秋湖駅?, Yudakinshūko-eki) è una fermata ferroviaria della cittadina di Nishiwaga, nella prefettura di Iwate della regione del Tōhoku, servita dai treni locali della linea Kitakami.

## Linee
East Japan Railway Company
■ Linea Kitakami

## Struttura
La fermata dispone di una piccola sala di attesa lungo un marciapiede servente un unico binario passante, utilizzato per entrambe le direzioni di marcia.

## Stazioni adiacenti
| «              | Servizio       | »              |
| Linea Kitakami | Linea Kitakami | Linea Kitakami |
| -------------- | -------------- | -------------- |
| Waka-Sennin    | Locale, Rapido | Hottoyuda      |